# レイホー製作所
株式会社レイホー製作所（レイホーせいさくしょ、英: REIHO MANUFACTURING Co.,LTD）は、カーボン・炭素・黒鉛・グラファイトなどの、特殊炭素製品の精密加工を行い、販売する企業。大阪府摂津市に本社がある。

## 概要
主力商品は、道路や半導体のシリコンなど切断に用いるダイヤカッター製造用のカーボン型の加工を得意とし、組合せや嵌合の精密加工の技術に長けている。

## 主力製品・事業
- ダイヤモンド焼結型 - ダイヤモンド工具焼結用型
- 工業炉内部品 - ヒーター・電極棒・トレー等
- 鋳造・溶解炉品 - 攪拌羽根・連続鋳造部品等
- 電気用製品 - 放電加工電極・電気接点等
- 機械用製品 - 軸受け・ピストンリング・シーリング等
- 電子部品治具 - アロイ治具・ステム治具・封着治具等
- 半導体関連 - 高純度カーボンルツボ・発熱体等

## 主要事業所
- 本社・本社工場 - 大阪府摂津市鳥飼中3-9-29

## 沿革
- 1940年（昭和15年）- 創業者である田中改介が大阪府吹田市に東邦カーボン製造所を創立。
- 1952年（昭和27年）- 東邦カーボン製造所の販売部門を母体として、日邦産業株式会社を設立。
- 1962年（昭和37年）- 法人組織に改組し、株式会社東邦カーボン製造所となる。
- 1970年（昭和45年）- 東邦カーボン製造所の一部を分離し、株式会社麗水製作所を設立。
- 1978年（昭和53年）- 東邦カーボン製造所と麗水製作所を合併し、株式会社レイホー製作所を設立。
- 1986年（昭和61年）- 工場拡張の為、事務所を摂津市銘木町へ移転。
- 2002年（平成14年）- 営業部、総務部を本社工場へ移転。
- 2014年（平成26年）- 隣接用地を取得し、工場拡張を決定。

## 取扱い素材メーカー
- イビデングラファイト株式会社
- SECカーボン株式会社
- 大阪ガスケミカル株式会社
- 虹技株式会社
- 新日本テクノカーボン株式会社
- 東洋炭素株式会社
- 日本カーボン株式会社
- 日立化成工業株式会社
- 東海カーボン株式会社

他